# Gryllotalpa microptera
Gryllotalpa microptera är en insektsart som beskrevs av Lucien Chopard 1939. Gryllotalpa microptera ingår i släktet Gryllotalpa och familjen mullvadssyrsor. Inga underarter finns listade i Catalogue of Life.